# 오카 호노카
오카 호노카(일본어: 岡 ほのか, 1995년 10월 17일 ~ )는 일본의 배우이다. 출신지는 치바현이다.

## 활동

### WebTV
- 2012년 7월 ★:나중 놀라방송국"아키하바라, 아빌라여 학원 고등부"

### CM
- 2011년 아마의 푸즈"니유우메은"
- 2007년 1월 다카라 토미사"왕타메"
- 2006년 9월 세가"슈퍼 원숭이 공 Wii"
- 2006년 12월 맥도날드"해피 세트 포켓몬"
- 2005년 12월 유니버설 스튜디오 재팬 크리스마스
- 2005년 10월 카메다 제과"오빌 팝콘", 미츠비시 전기 유니&에코
- 2004년 10월 롯데"Coolish"
- 2004년 7월 사자"바파린"

### 텔레비전
- 2011년 10월 CX"코코리코 미라클 타입"
- 2011년 7월 V:NTV"불 박사"
- 2009년 8월 CX"음악 인 씨"
- 2009년 7월 NTV"문전성시 법률 상담소"(재현 VTR)
- 2008년 1월~ 6월 TX"오하스타"
- 2007년 12월 TBS"김스마"(재현 VTR)
- 2006년 11월 NHK"멋쟁이 공방"
- 2006년 9월 EX"토요일 와이드 극장·택시 기사의 추리 일기"
- 2005년 9월 EX"마법 전대 마지렌쟈"
- 2005년 EX"토요일 와이드 극장·악마 같은 여자"
- 2004년 6월 NHK"천재 TV군"
- 2004년 5월 TX"디즈니 타임"

### 영화
- 2006년 7월 "쿨 디멘션"
- 2004년 12월 "도쿄 대학 이야기"

### Web
- 2012년 3월 NTTdocomo"포토 패널 04"매장 무비
- 2011년 12월 BeeTV"그는 동생의 연인"
- 2010년 3월 Wii사이"Wii사이 TV·처음의 메이크"
- 2009년 12월 Wii사이"삼라만상 지구 도감"
- 2009년 8월 일본 코카·콜라"서머 캠페인"포스터
- 2008년 8월 토큐 부동산 VP"후 타코타 마가와 'RISE'타워&레지던스"
- 2008년 4월 광문 서원"가정 교재"포스터
- 2005년 8월 베넷세"도전"DM·배너
- 2005년 8월 다카라"핑키 시 시리즈"잡지 광고
- 2005년 5월 JH(도로 공단)포스터
- 세시ー루·카탈로그/2005년 춘호·여름호
- 토큐 부동산 VP"자이 코키타 CENTER HILL"
- 후쿠야마 마사하루 콘서트용 VP
- 일본 복권 협회와 포스터
- 일본 생명 보험 협회·카탈로그